# رحیم (نام)
رحیم از صفات خداوند و از نام‌های متداول میان مسلمانان برای مردان است.
رحیم ممکن است به یکی از این افراد اشاره نماید:

## نام کوچک
- رحیم خاکی
- رحیم رحمان‌زاده
- رحیم رحیمی‌پور
- رحیم شایگان
- رحیم علی‌آبادی
- رحیم مهدی‌خانی
- رحیم مهدی‌زهیوی
- رحیم چلبیانلو
- رحیم هودی
- رحیم زارع
- رحیم حمید
- رحیم شهریاری
- رحیم استرلینگ
- رحیم نوروزی

## نام خانوادگی
- طاهر رحیم
- محمد بن رحیم
- هارون رحیم
- ملک رحیم